# マリー＝アンヌ・ピエレット・ポールズ
マリー＝アンヌ・ピエレット・ポールズ（Marie-Anne Pierrette Paulze、1758年1月20日 - 1836年2月10日)は、フランスの化学者、貴族である 。
化学者アントワーヌ・ラヴォアジエと結婚後、化学や絵画を学び、アントワーヌの実験に協力することで、当時主流だったフロギストン説の否定に貢献した。彼の研究室の助手として、優れた語学力で研究成果をまとめ、国際的な読者に届けた。また、いくつかの科学書の翻訳において重要な役割を果たし、科学的方法の標準化に貢献した。アントワーヌの死後、ベンジャミン・トンプソンと再婚したが、4年後に離婚した。生涯を通じてサロンを主催し、そこには多数の著名人が集った。

## 生涯

### 幼少期から結婚まで
1758年、オーヴェルニュのモンブリゾンに生まれた。父ジャック・ポールズは当時王室検事で、後の1768年には徴税請負人となる。母クロディーヌ・トワネはブルジョア階級の家系である。2人の間には3人の息子と1人の娘が生まれ、マリー・アンヌは末子であった。マリー・アンヌが生まれたとき家は裕福であったが、3歳のときに母は死去した。
1771年、女子修道院付属学校に通っていた当時12歳のマリー・アンヌに、母の伯父である財務総監ジョゼフ・マリー・テレイから結婚話が持ち掛けられた。相手のダメルヴァル伯爵は当時50歳と父親よりも年上で、評判も良くなかった。マリー・アンヌは結婚するか修道院に行くかの選択を迫られたが、この結婚話には乗れなかった。徴税請負人である父ポールズとしては、立場上、財務総監からの話を断ることは自分の地位を危うくさせることであったのだが、娘の気持ちを汲んで、テレイに断りの手紙を送った。
ポールズに断られたことでテレイは憤慨し、ポールズの持つ地位を奪おうとしたが、これは友人の説得により思いとどめた。しかし、結婚についてはまだ諦めていなかった。そのためポールズは、この好ましくない結婚話を無くすために、娘を他の人と結婚させてしまおうと考えた。そして1771年11月、同僚の徴税請負人であるアントワーヌ・ラヴォアジエを娘に紹介した。アントワーヌは当時28歳で将来有望、徴税請負人であるため収入もあり、容姿も魅力的だった。好みでない男と結婚させられそうになっていたこともあったため、マリー・アンヌもこの話には同意した。両家の家格も同等であったことから話は早く進み、2人は出会って4週間後の1771年12月に結婚した。マリー・アンヌはこのとき13歳で、これは当時としても早い結婚である。

### 結婚生活
結婚後、2人はヌーブ・デ・ボンサンファン街に買った家に住んだ。1775年にアントワーヌが火薬管理官に任命されると、2人はパリ兵器廠へと移り住み、そこで13年間過ごした。
アントワーヌは徴税請負人の仕事と化学の研究を両立させる多忙な生活を送っていた。マリー・アンヌはアントワーヌの実験室で実験器具の説明を受けることで化学を学んだ。そして夫の実験を手伝い、実験結果を記録した。
また、マリー・アンヌは結婚後に英語、イタリア語、ラテン語を学んだ。アントワーヌは英語ができなかったため、マリー・アンヌの助けによって英語の論文を読むことができた。ラテン語については兄から教わった。19歳のマリー・アンヌが兄にあてた手紙が残されている。
さらにマリー・アンヌは、ジャック＝ルイ・ダヴィッドに絵画を学んだ。そして1789年に出版されたアントワーヌの著書『化学原論』(Traité élémentaire de chimie)の挿絵に使用するため、実験器具の版画を作成した。
こうした研究の手伝いをするとともに、20歳ごろから自宅でサロンを開いた。サロンにはアントワーヌの化学者としての評判を聞きつけて、国内外から多数の著名人が訪れた。英国のアーサー・ヤングはマリー・アンヌについて、「生気にあふれ分別のある知的な女性、ラヴワジエ夫人は紅茶とコーヒーつきのイギリス式の食事を支度していてくださった。しかし一番のもてなしは、夫人が翻訳中であったカーワンの『フロギストン論考』についての話や、あるいは実験室で夫の手伝いをしている知的な女性である夫人の心得ある話術であった」と記述している。

### 夫の死
1789年に起きたフランス革命後、夫アントワーヌと、父ジャック・ポールズの就いていた徴税請負人に対する民衆の視線は厳しくなっていった。1791年に徴税請負人の職は廃止され、さらに、徴税請負人は市民から集めた金を着服していたという噂が流れるようになった。1793年11月28日、アントワーヌとジャック・ポールズは自らの無罪を証明するために出頭した。
マリー・アンヌは夫と父のもとに出向いて差し入れをするとともに、2人の助命を求めて走り回ったが、成果を得ることはできなかった。日に日にやつれてゆくマリー・アンヌに宛てて、妻の健康と将来を気遣うアントワーヌからの手紙が残されている。
その後、マリー・アンヌが訴求官であるアンドレ・デュパンに願い出れば、夫アントワーヌだけは助けることができるという話が持ち上がった。しかしマリー・アンヌはデュパンに対し、「ラヴォアジエの訴訟を同僚の人達と別個に扱うような事は、決してラヴォアジエの心よくするところではありません。ラヴォアジエはそれを不名誉に思うでしょう」と述べたため、デュパンは激怒して、この話は無くなったとされている。ただし、このエピソードについては事実かどうか疑問視する意見もある。
1794年5月8日、アントワーヌとジャック・ポールズは革命裁判所に出頭させられ、即日死刑判決を受け、同日、死刑執行された。

### 未亡人としての生活
マリー・アンヌは1日にして夫と父を失った。また、この直前に、ただ1人残っていた兄も死去した。アントワーヌとの間には子供もいなかったため、マリー・アンヌは36歳にして家族全員を失い1人きりとなった。さらに財産も没収され、1794年6月14日にはマリー・アンヌ自身も逮捕された。
マリー・アンヌは牢獄で自分の無実を訴える手紙を書き、これが認められて8月17日に釈放された。この時点で財産はまだ没収された状態であったため、マリー・アンヌは召使のマスロと生活を共にした。
1795年3月、世論の動きもあって、政府は徴税請負人の財産は返却するとの決定を下した。訴求官のデュパンは、自分が今までに徴税請負人に対して為したことへの責任を取らされると感じ、自己弁護のためのパンフレットを出した。マリー・アンヌはこれに対抗し、1795年7月に、デュパンを告発する文書をしたためて出版した。最終的にデュパンは逮捕された。デュパンの逮捕後、マリー・アンヌはアントワーヌの持ち物である本、家具、実験装置などの返還を求め、1796年にこれらの動産を取り戻すことができた。
財産を取り戻したマリー・アンヌは、以前のようにサロンを主催した。サロンにはピエール＝シモン・ラプラスやクロード・ルイ・ベルトレーらが参加した。しかし、アントワーヌが危機に陥った時に助けることをしなかったアントワーヌ・フランソワ・ド フールクロワやルイ＝ベルナール・ギトン・ド・モルボー、アッサンフラッツらはサロンに呼ばなかった。

### 『化学論集』の出版
アントワーヌは生前、アカデミーで発表した論文をまとめた本を作る作業に取り組んでおり、獄中でも校正作業を続けていた。マリー・アンヌはその遺志を継いで、1796年頃から同書の編集作業にあたった。はじめは論文の共同執筆者でもあるセガンと共同で作業していたが、本の内容について両者が対立したため、マリー・アンヌが1人で編集することになった。マリー・アンヌは自ら序文を書き、1805年に『化学論集』(Mémoires de chimie)として出版した。同書は協力者が得られなかったこともあって、本としては未完成の状態であった。そのうえ、マリー・アンヌは自分で選んだ一部の人や組織のみにしか同書を配布しなかったため、当時は一般に広く知られることはなかった。後世では、同書はマリー・アンヌの教養と、夫への愛のあかしとして評価されている。

### 再婚
未亡人になったマリー・アンヌは、ピエール・サミュエル・デュポンやチャールズ・ブラグデン卿からの求婚を受けた。一方、1801年、マリー・アンヌの主催するサロンに、軍人であり科学者でもあるラムフォード伯（ベンジャミン・トンプソン）が初めて訪れた。ラムフォードはその後足しげくマリー・アンヌのもとに通うようになった。ラムフォードはこの時期、「ラボアジエ夫人はたいへん愉快で親切でしかも性格がよい」「今まで出会った女性ではもっとも頭がよく、知識の程度も非常に高い」などと述べている。また、ラムフォードがフランスでの研究について語ると、マリー・アンヌは「私の館にいらっしゃればよろしいのですよ。貴方は実験をなさいませ。私は記録をとりましょう」と答えたという。
2人は1803年にスイスに旅行に行くなど交際を続け、1804年1月に婚約した。婚約の際、マリー・アンヌは自身について、前夫の姓をつけて「ラヴォアジエ・ド・ラムフォード夫人」と名乗ると主張した。これは異例のことであり、ラムフォードもこのことには不満であったが、最終的に契約書に明記させた。マリー・アンヌは後の1808年、「ラヴォアジエの名を絶対に捨てないことは私にとって義務でもあり、宗教とも言えることなのです」と述べている。
1805年、2人は正式に結婚した。しかし結婚生活は長く続かなかった。社交好きなマリー・アンヌは自宅でパーティーを開き、主役としてふるまった。一人で自分の好きな実験に取り組みたいラムフォードにとって、妻の行動は気に入らず、あちこちで妻に対する不満を述べた。ラムフォードは手紙で、「私はあの女を雌ドラゴンだと思って接している。これでもあの女には親切すぎるネーミングだと言っていい」とつづっている。1808年にラムフォードは別居し、1809年に2人は離婚した。

### 晩年
離婚後、ラムフォードとは適度な距離を置いて交友が続いた。1814年にラムフォードが死去すると、マリー・アンヌは、理由は不明であるが、ラムフォード伯爵夫人と名乗るようになった。
マリー・アンヌは晩年もサロンを開き、フランソワ・アラゴらを招いた。メアリー・サマヴィルも招いたが、サマヴィルがラプラスやアラゴの注目を浴びていることに嫉妬したりもした。
マリー・アンヌは死の前日まで友人と社交を続け、1836年2月10日、78歳で死去した。アントワーヌ・ラヴォアジエの同僚の孫であるドゥラントによれば、生前の社交の参加者が集う、盛大な葬儀であったという。

## 業績

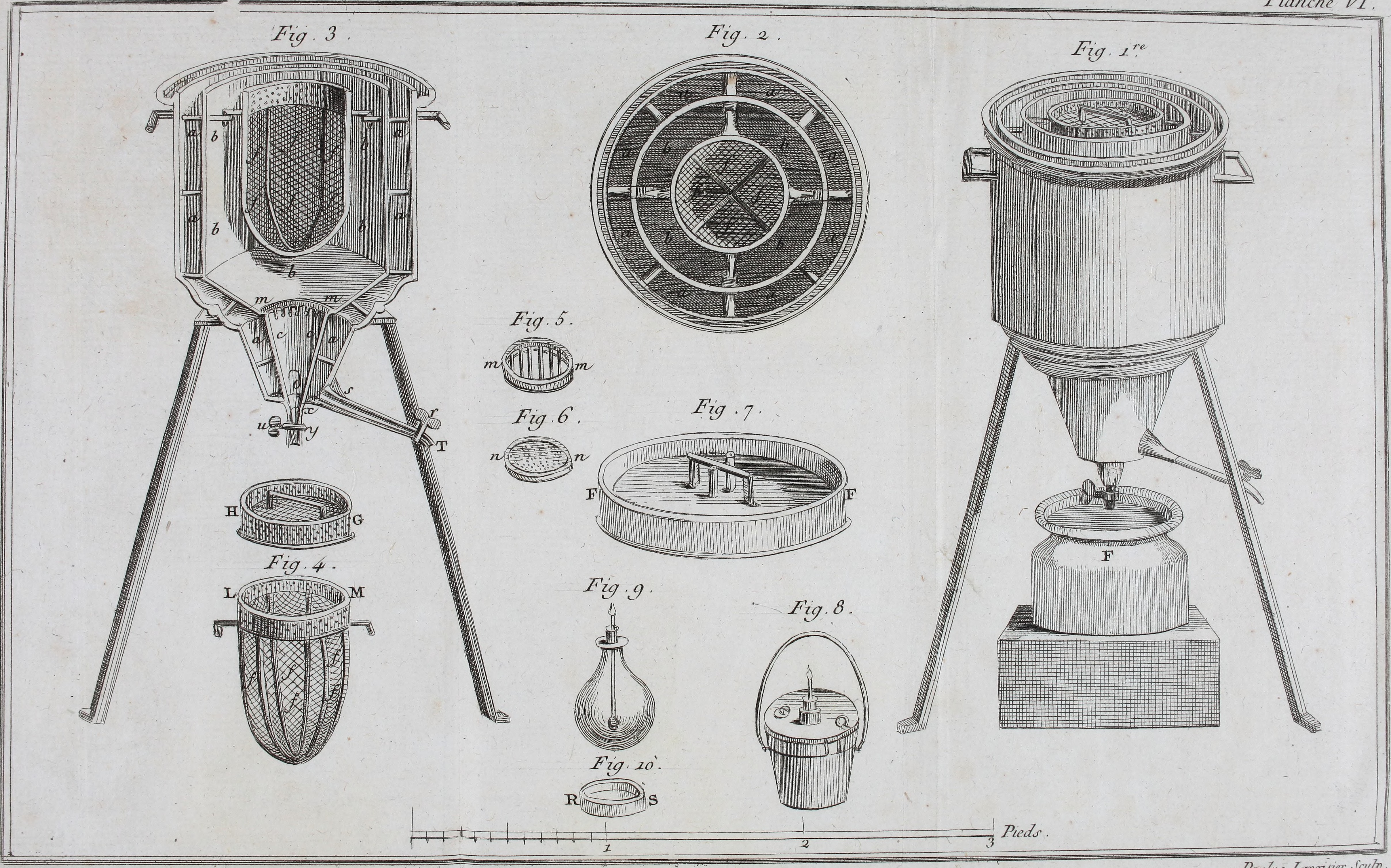
マリー・アンヌが製作し、『化学原論』に掲載された銅版画。

マリー・アンヌは、夫アントワーヌ・ラヴォアジエの研究を手伝うことで、フロギストン説の否定と、それに代わる新しい理論の普及に貢献した。
フロギストン説とは、燃焼の際にフロギストン（燃素）という物質が放出されるという説で、当時としては燃焼を説明する主流の説であった。しかしアントワーヌは自らの実験などからこの説に異を唱え、燃焼の際には物質が酸素と結びつくと考えた。
マリー・アンヌはアントワーヌのために、ジョゼフ・プリーストリーやヘンリー・キャヴェンディッシュといった、当時のフロギストン説支持者の論文を翻訳した。なかでも特筆されるのが、リチャード・カーワンの著書『フロギストン論考』の翻訳である。カーワンはフロギストン説支持者の大御所であり、『フロギストン論考』は、アントワーヌの理論にフロギストン説の立場から反論した書であった。ラヴォアジエ夫妻とその協力者は、同書を訳したうえで再反論をしようと試みたのである。この翻訳書でマリー・アンヌは、翻訳及び緒言の執筆を担当している。他に、カーワンに対する反論が書かれた「翻訳者の注」の箇所にも深くかかわっていたと考えられている。マリー・アンヌの翻訳はカーワンの原著に忠実で、フールクロワも後に評価している。
この翻訳書は1788年に出版され、大きな反響を呼んだ。オラス＝ベネディクト・ド・ソシュールはフロギストン説の支持者であったが、同書を読んで考えを改め、「貴方は私の疑いに打ち勝たれたのです」と、マリー・アンヌの仕事を称賛する手紙を書いた。当のカーワンは、1789年に反論を執筆したが、1791年には、フールクロワ宛の手紙で、「ついに私は鉾を納め、フロギストンを放棄します」と綴った。
翻訳以外に、マリー・アンヌはアントワーヌの著書『化学原論』に掲載されている実験器具の銅版画を製作している。この版画は、絵から装置を組み立てることができるように描かれており、当時から高い評価を受けた。科学史の観点から見ても、この版画は貴重な史料とみなされている。

## 人物

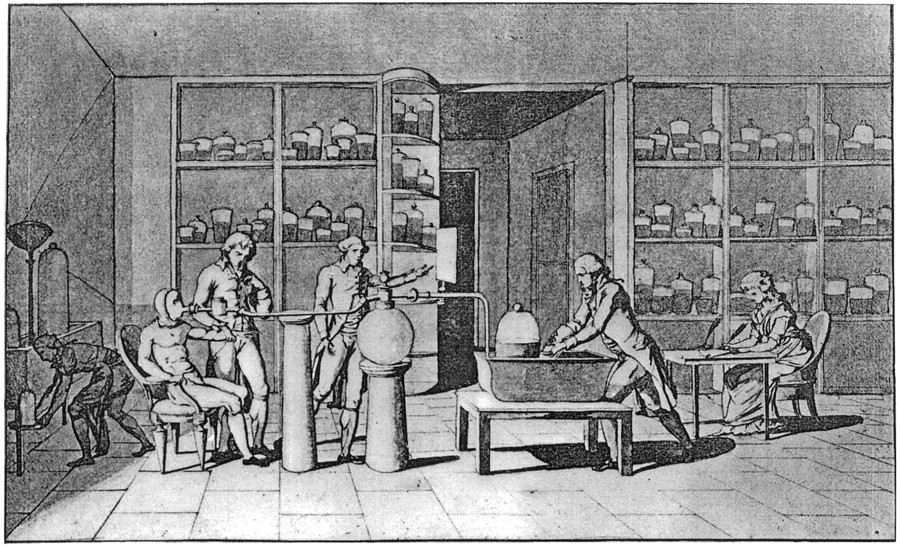
マリー・アンヌが描いたデッサン。右端がマリー・アンヌ。

マリー・アンヌは若くして、一流の化学者であるアントワーヌ・ラヴォアジエと結婚し、当時の最先端の化学に触れることができた。その中でマリー・アンヌは、夫を愛し、夫にふさわしい妻になろうと、化学や語学、絵画の習得に努めた。同時期のフランスで、化学の分野でマリー・アンヌほどの能力を持ち、それを発揮できる女性はほとんどいなかった。マリー・アンヌもそれを部分的には自負しながらも、「私の周りにいる、私よりずっと有能な人たち――その人たちと比べると私なんて小娘でしかない」などと手紙に記すなど、化学分野での自信の無さがうかがえる。川島慶子は、マリー・アンヌの周りには年上の男性しかおらず、常に自分は男性から教わる一方であったために、自分の手で何かを成し遂げようと思うことに抵抗があり、それが自尊心の欠如となっていると指摘している。
また、当時の女性の価値は、夫などの、近くにいる男性の価値で評価される面があった。マリー・アンヌはアントワーヌの死後も元夫の偉大さを強調し、『化学論集』の編集でセガンと対立したのもそのことが原因の一端にあるといわれているが、その背景には、このような当時の女性の地位も関係していると考えられている。
マリー・アンヌはアントワーヌとの結婚後から晩年に至るまでサロンを開催し続けた。ベンジャミン・フランクリンとも交流があり、フランクリンのために自身が描いた肖像画を送っている。アントワーヌ存命中には、自宅でフロギストン説を火あぶりにする儀式を開き、そこでは自らが尼僧の衣装で登場して、フロギストン説を作り上げたゲオルク・エルンスト・シュタールの著書を焼いたりもした。マリー・アンヌの追悼文を書いた政治家・歴史家のギゾーは、サロンには様々な分野の著名人が集まり、そこには出世のためではなく、エスプリと会話を楽しむための自由な雰囲気があったと絶賛している。

### 関連文献
- ラボアジエ (著)、田中豊助 (訳)、原田紀子 (訳)『化学のはじめ』 4巻、内田老鶴圃新社〈古典化学シリーズ〉、1973年。 NCID BN00694506。全国書誌番号:69007426。
  - 『化学のはじめ』（増補訂正版）内田老鶴圃、1979年。ISBN 4753631044。 NCID BN00694765。
- ラヴワジエ (著)、柴田和子 (訳)、坂本賢三 (監)「化学原論」『ラヴワジエ : 化学原論』 4巻、14号、伊東俊太郎 [ほか] (編)、朝日出版社〈科学の名著 第2期〉、1988年。ISBN 4255880247。 NCID BN02185514。
- 川﨑勝（著）、化学史学会（編）「特集 ラヴワジエ研究入門 第9回文献案内 Part 2 (1985-1990)--ラヴワジエ『化学原論』200周年祭を終えて」『化学史研究』第18巻3 (56)、1991年9月、137-143頁、doi:10.11501/3325579、ISSN 0386-9512。
- 森義仁「書評：川島慶子著『エミリー・デュ・シャトレとマリー・ラヴワジエ−１８世紀フランスのジェンダーと科学』」『ジェンダー研究 : お茶の水女子大学ジェンダー研究センター年報』9号 (通巻26号)、2006年3月、ISSN 1345-0638、NCID AA11391754。
- 川島慶子 (2013). Émilie du Châtelet et Marie-Anne Lavoisier : science et genre au XVIIIe siècle. Champion essais. 21. Lécaille-Okamura, Ayako (訳); Badinter, Elisabeth (訳). Champion. ISBN 9782745324924. NCID BB13626515